# ATC kód C05
ATC kód C05  Vasoprotektiva je hlavní terapeutická skupina anatomické skupiny C. Kardiovaskulární systém.

## C05A Antihemoroidika pro lokální aplikaci

### C05AA Přípravky obsahující kortikosteroidy
C05AA09 Dexamethason

### C05AD Přípravky obsahující lokální anestetika
C05AD01 Lidokain
C05AD04 Cinchokain

### C05AX Jiná antihemoroidika pro lokální aplikaci
C05AX03 Jiné přípravky, kombinace

## C05B Antivarikózní terapie

### C05BA Hepariny a heparinoidy pro lokální aplikaci
C05BA01 Organo-heparinoidy
C05BA03 Heparin
C05BA53 Heparin, kombinace

### C05BB Sklerotizující látky k lokální injekci
C05BB02 Polidokanol

### C05BX Jiné sklerotizující látky
C05BX01 Dobesilát vápenatý

## C05C Látky stabilizující kapiláry

### C05CA Bioflavonoidy
C05CA01 Rutosid
C05CA02 Monoxerutin
C05CA03 Diosmin
C05CA04 Troxerutin
C05CA05 Hidrosmin
C05CA51 Rutosid, kombinace
C05CA53 Diosmin, kombinace
C05CA54 Troxerutin, kombinace

### C05CX Jiné kapiláry stabilizující látky
C05CX Jiné kapiláry stabilizující látky
C05CX01 Tribenosid

## Poznámka
- Registrované léčivé přípravky na území České republiky.
- Informační zdroj: Státní ústav pro kontrolu léčiv, Všeobecná zdravotní pojišťovna.